# Sommer-Paralympics 2016/Parakanu
Bei den Sommer-Paralympics 2016 in Rio de Janeiro wurden zum ersten Mal in insgesamt sechs Wettbewerben im Parakanu Medaillen vergeben. Die Entscheidungen fielen am 15. September 2016 in der Lagoa Rodrigo de Freitas. Es gab je drei Wettbewerbe für Männer und Frauen, bei denen pro Geschlecht 30 Teilnehmer an den Start gingen; jeder Teilnehmer startete im Einzel in einem 200-m-Sprint.

## Klassen
Bei den paralympischen Parakanuwettbewerben wird zwischen drei Klassen unterschieden:
- KL1 (vormals A; Arme): Athleten, die nur mithilfe der Arme und/oder der Schultern paddeln können.
- KL2 (vormals TA; Trunk/Arms Rumpf/Arme): Athleten, die das Kanu nur mithilfe ihrer Arme und/oder Schultern bzw. mittels ihres Rumpfes steuern können.
- KL3 (vormals LTA; Legs/Trunk/Arms Beine/Rumpf/Arme): Behinderte Athleten, die aber trotzdem Rumpf, Arme und Beine zum Steuern benutzen können.

## Qualifizierte Nationen
- Argentinien
- Australien
- Brasilien
- Chile
- Deutschland
- Frankreich
- Griechenland
- Iran
- Irland
- Israel
- Italien
- Japan
- Kanada
- Neuseeland
- Österreich
- Polen
- Rumänien
- Schweden
- Slowenien
- Spanien
- Südafrika
- Ukraine
- Ungarn
- Vereinigte Staaten
- Vereinigtes Königreich
- Volksrepublik China

### Deutsche Teilnehmer
- Anke Molkenthin (Frauen KL2)
- Edina Müller (Frauen KL1)
- Ivo Kilian (Männer KL2)
- Tom Kierey (Männer KL3)

## Ergebnisse

### Männer

#### KL1 200 m Sprint
| Platz | Land | Sportler     | Zeit (s)  |
| ----- | ---- | ------------ | --------- |
| 1     | POL  | Jakub Tokarz | 51,084 PB |
| 2     | HUN  | Róbert Suba  | 51,129    |
| 3     | GBR  | Ian Marsden  | 51,220    |

#### KL2 200 m Sprint
| Platz | Land | Sportler       | Zeit (s)  |
| ----- | ---- | -------------- | --------- |
| 1     | AUS  | Curtis McGrath | 42,190 PB |
| 2     | AUT  | Markus Swoboda | 43,726    |
| 3     | GBR  | Nick Beighton  | 44,936    |

Der Deutsche Ivo Kilian erreichte im Finale nur den 8. Platz mit 48,622 Sekunden.

#### KL3 200 m Sprint
| Platz | Land | Sportler                 | Zeit (s)  |
| ----- | ---- | ------------------------ | --------- |
| 1     | UKR  | Serhii Yemelianov        | 39,810 PB |
| 2     | GER  | Tom Kierey               | 39,909    |
| 3     | BRA  | Caio Ribeiro de Carvalho | 40,199    |

### Frauen

#### KL1 200 m Sprint
| Platz | Land | Sportlerin           | Zeit (min) |
| ----- | ---- | -------------------- | ---------- |
| 1     | GBR  | Jeanette Chippington | 0:58,760   |
| 2     | GER  | Edina Müller         | 0:58,874   |
| 3     | POL  | Kamila Kubas         | 1:00:232   |

#### KL2 200 m Sprint
| Platz | Land | Sportlerin         | Zeit (s)  |
| ----- | ---- | ------------------ | --------- |
| 1     | GBR  | Emma Wiggs         | 53,288 PB |
| 2     | UKR  | Nataliia Lagutenko | 55,599    |
| 3     | AUS  | Susan Seipel       | 56,796    |

Die deutsche Athletin Anke Molkenthin schied im Halbfinale aus.

#### KL3 200 m Sprint
| Platz | Land | Sportler        | Zeit (s)  |
| ----- | ---- | --------------- | --------- |
| 1     | GBR  | Anne Dickins    | 51,348 PB |
| 2     | AUS  | Amanda Reynolds | 51,378    |
| 3     | FRA  | Cindy Moreau    | 52,103    |

## Medaillenspiegel
| Medaillenspiegel Parakanu | Medaillenspiegel Parakanu | Medaillenspiegel Parakanu    | Medaillenspiegel Parakanu | Medaillenspiegel Parakanu | Medaillenspiegel Parakanu |
| Platz                     | Land                      | Goldmedaille – Olympiasieger | Silbermedaille – 2. Platz | Bronzemedaille – 3. Platz | Gesamt                    |
| ------------------------- | ------------------------- | ---------------------------- | ------------------------- | ------------------------- | ------------------------- |
| 1                         | Vereinigtes Königreich    | 3                            | –                         | 2                         | 5                         |
| 2                         | Australien                | 1                            | 1                         | 1                         | 3                         |
| 3                         | Ukraine                   | 1                            | 1                         | –                         | 2                         |
| 4                         | Polen                     | 1                            | –                         | 1                         | 2                         |
| 5                         | Deutschland               | –                            | 2                         | –                         | 2                         |
| 6                         | Österreich                | –                            | 1                         | –                         | 1                         |
| 6                         | Ungarn                    | –                            | 1                         | –                         | 1                         |
| 8                         | Brasilien                 | –                            | –                         | 1                         | 1                         |
| 8                         | Frankreich                | –                            | –                         | 1                         | 1                         |